# Duc Ling de Qin
Ling de Qin (chinois simplifié : 秦灵公 ; chinois traditionnel : 秦靈公) (mort en 415 av. J.-C.) était un duc de Qin durant la Période des Royaumes combattants. Il régna de 424 à 415 av. J.-C.. 
Le duc Ling de Qin fut le fils de Zhaozi, le prince héritier du duc Huai de Qin, son père étant déjà décédé quand son grand-père le duc Huai de Qin meurt dans un coup d'État en 424 av. J.-C., le trône ducal lui revient.  